# Teo Olivares
Matthew Olivares, detto Teo (Medford, 19 aprile 1990), è un attore statunitense, noto soprattutto per aver interpretato Crony, in Ned - Scuola di sopravvivenza. Ha fatto anche altre apparizioni.

## Filmografia parziale
- Legendary - Donald Worthington (2010)
- NCIS - Unità anticrimine - serie televisiva, episodio 7x05 - (2009) - Speak
- Ufficialmente bionde - Rainbow (2009)
- Standoff - serie televisiva, episodio 1x17 - (2007) - Hector
- Hannah Montana - serie televisiva, 4 episodi - (2007) - Max
- Ned - Scuola di sopravvivenza - serie televisiva, 44 episodi - (2005) - Crony
- Zoey 101 - serie televisiva, episodio 1x12 (2005) - Olivary "Ollie" Biallo
- Frenching - Robbie (2005)
- Geography Club (2013)- Brian Bund
- Santa Clarita Diet - serie televisiva, episodio 1x9 (2017) - Bordan
- Criminal Minds - serie televisiva, episodio 13x16 - (2018) - Ned Hogan

## Doppiatori italiani
Nelle versioni in italiano dei suoi film, Teo Olivares è stato doppiato da:
- Gianmarco Ceconi in Ned - Scuola di sopravvivenza
- Alberto Franco in Criminal Minds